# إيتاجيميريم
إيتاجيميريم (بالبرتغالية: Itagimirim‏)؛ بلدية في ولاية باهيا في المنطقة الشمالية الشرقية من البرازيل.